# Christian Gottlieb Scheidler
Christian Gottlieb Scheidler (né le 26 novembre 1747 et mort le 15 août 1829) est un musicien et un compositeur allemand.

## Carrière
On connaît peu de choses sur sa vie et sa carrière. Il a joué du violoncelle et du basson chez différents princes; il était surtout réputé comme luthiste et guitariste. Il a été un des derniers virtuoses au luth et un des premiers grands guitaristes.
Il était très apprécié de ses contemporains pour son talent d'improvisateur sur chacun de ces instruments, puisqu'en 1768, son nom figure dans le dictionnaire de Gerber (Historisch-biographisches Lexikon der Tonkünstler de Ernst Ludwig Gerber).
En 1778, il a été nommé luthiste pour la musique de chambre et la musique de la cour du prince. De 1779 à 1797 il travaille à la cour du prince comme violoncelliste, bassoniste, et luthiste. Enfin de 1808 à 1814, il a travaillé auprès de la chapelle du théâtre de Francfort.

## Œuvre
Scheidler accordait parfois la sixième corde de sa guitare en sol.

### Guitare
- Sonata No.1, pour guitare (entre 1780 et 1800)
- Sonata No.2, pour guitare (entre 1780 et 1800)
- Variations sur Champagnerlied de Don Giovanni de Wolfgang Amadeus Mozart (manuscrit)

### Duos de Guitares ou duo violon et guitare
- Opus 21: Duo No. 2 Sonate pour violon et guitare (ou flûte et guitare, ou deux guitares)